# Scilitanische Märtyrer
Die scilitanischen Märtyrer sind Christen, die am 17. Juli 180 n. Chr. in Karthago um ihres Glaubens willen das Martyrium erlitten. Der erhalten gebliebene Märtyrerbericht Passio sanctorum scilitanorum ist eines der ältesten Zeugnisse der Kirche im römischen Africa  und das älteste christliche Dokument in lateinischer Sprache.

## Geschichte
Zwei der Märtyrer, Nartzalus und Cittinus, trugen einheimische, d. h. punische oder berbersprachliche, die anderen römische Namen. Wortführer der Gruppe war Speratus. Das Verhör wurde von dem römischen Proconsul Publius Vigellius Saturninus geführt. Zu der Gruppe gehörten auch mehrere Frauen. Alle scilitianischen Märtyrer waren Laien. Die Anzahl (elf, zwölf oder dreizehn) und die Namen der Märtyrer weichen in den verschiedenen Überlieferungen leicht voneinander ab. Genannt werden unter anderem Speratus, Nartzalus, Cittinus, Veturius, Felix, Aquilinus, Lætantius, Januaria, Generosa, Vestia, Donata und Secunda.
Der heute nicht mehr eindeutig zu identifizierende Ort „Scilium“ (oder „Scillium“) lag in der römischen Provinz Numidia oder Africa proconsularis (wohl im heutigen Tunesien). Das Martyrium der scilitanischen Märtyrer wird von Tertullian erwähnt (Ad Scapulam 3, 4), sowie mehrfach von dem Kirchenvater Augustinus, der ihre Verehrung in Karthago bezeugt.
Die Passio sanctorum scilitanorum ist stark der Form eines Gerichtsprotokolls angelehnt und stellt ein wertvolles historisches Zeugnis dar. Bemerkenswert ist etwa, dass keine Folter erwähnt wird, wie dies sonst regelmäßig Teil der Märtyrerberichte ist. Die Erwähnung der Schriften des hl. Paulus stellt ein frühes Zeugnis für die lateinische Übersetzung der Paulusbriefe dar.

## Gedenktag
- römisch-katholisch: 17. Juli[3]
- orthodox: 17. Juli
- evangelisch: 17. Juli[4]